# 綠町站
綠町站（日语：／ Midorichō eki */?）是位於神奈川縣小田原市榮町三丁目5番21號，伊豆箱根鐵道的大雄山線車站。車站編號為ID02。

## 歷史
- 1935年（昭和10年）
  - 6月14日 新小田原（日语：新小田原駅）至相模廣小路（日语：相模広小路駅）之間開通。
  - 6月16日 小田原至此站之開通。新小田原至綠町之間廢止。

## 車站構造

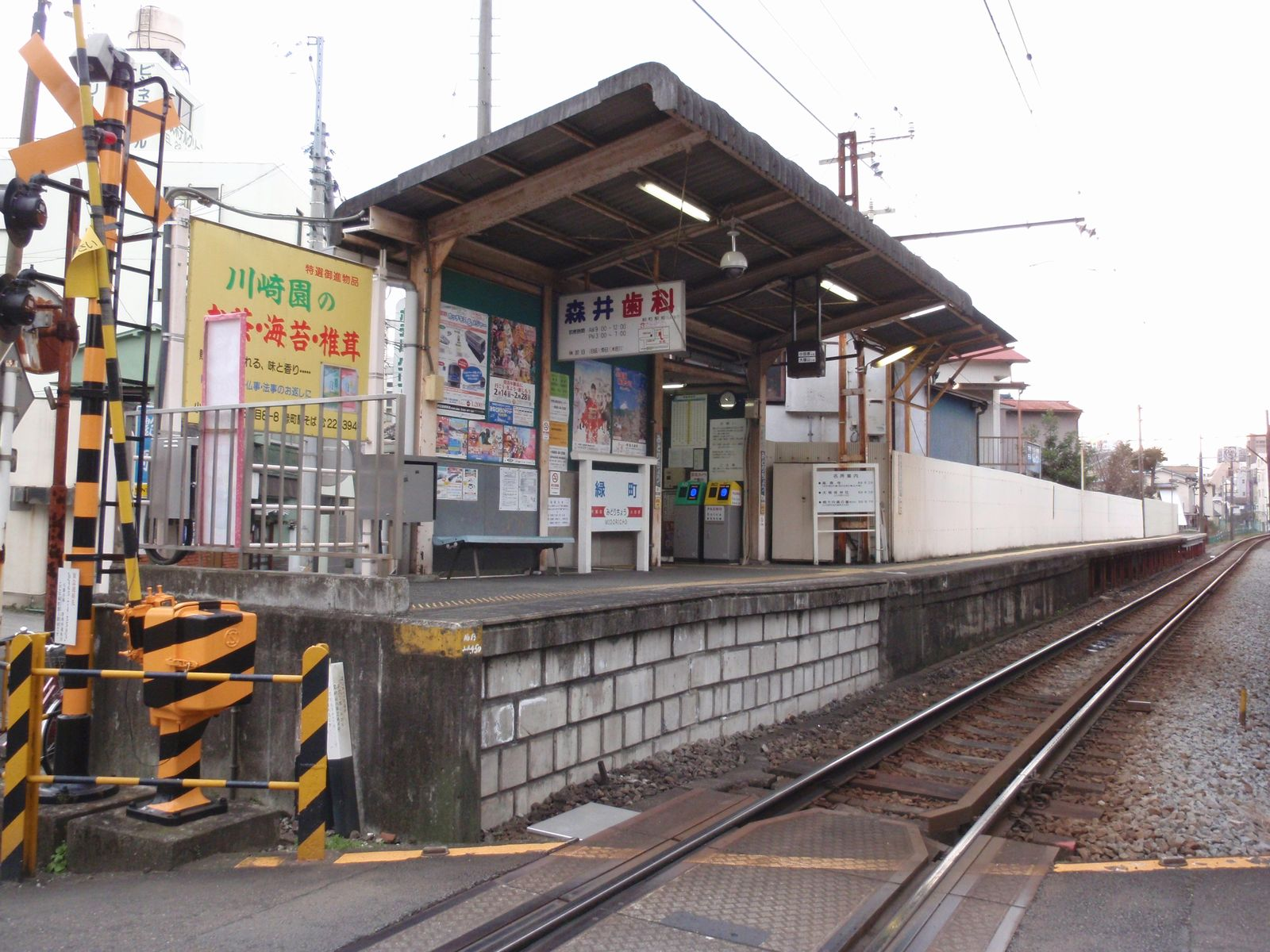
月台

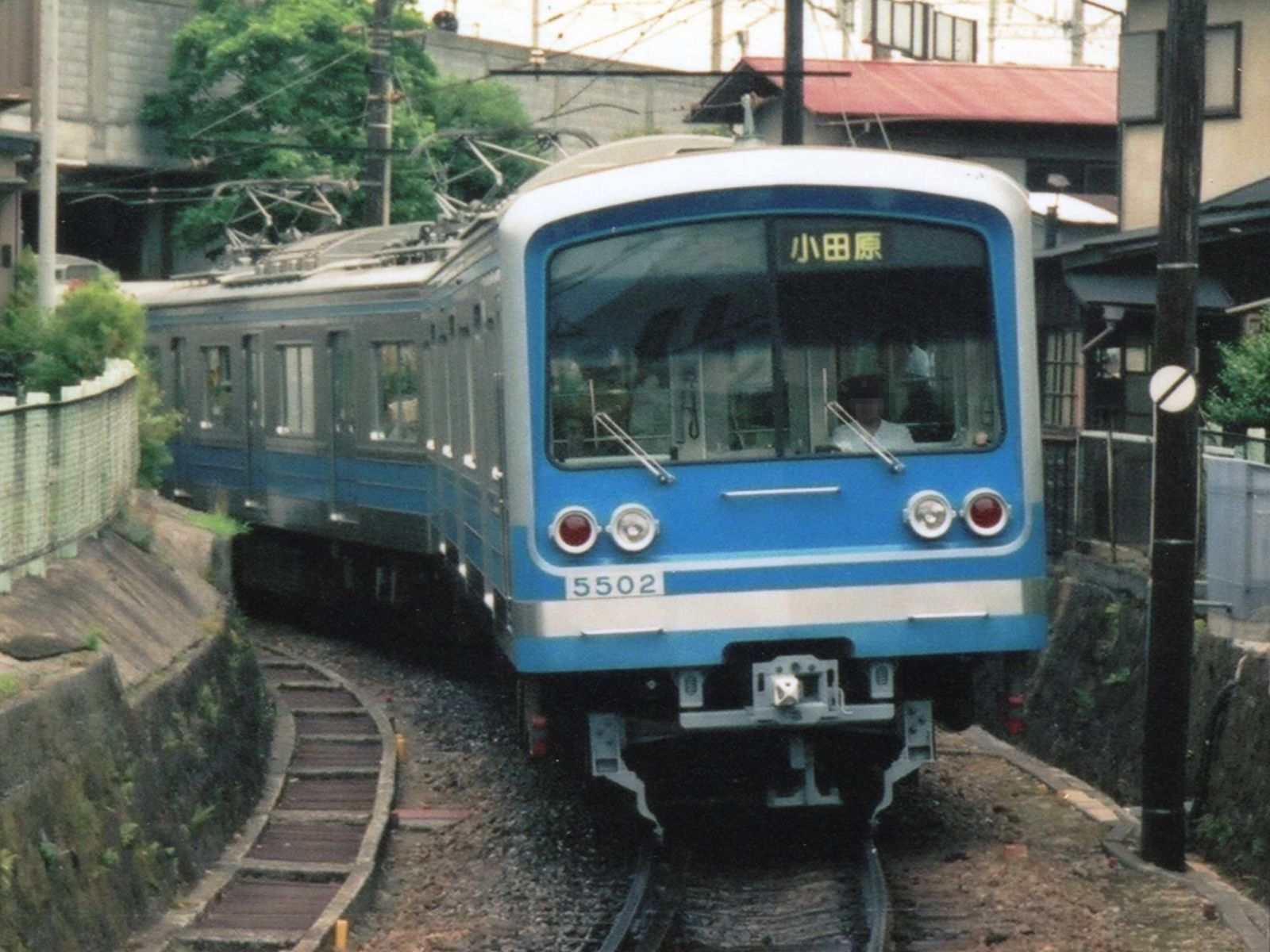
進站列車。後方的高架橋為東海道線。

此站是地面車站，設有1面1線的單式月台。月台位於路軌東邊。此站是無人車站。車站出入口位於月台靠近井細田一方。此站設有車票發行機。

## 使用狀況
以下為各年度1日平均乘車人次變化。
| 乘車人次變化       | 乘車人次變化     | 乘車人次變化 |
| 年度               | 1日平均 乘車人次 | 參考資料     |
| ------------------ | ---------------- | ------------ |
| 1998年（平成10年） | 212              | [ 2 ]        |
| 1999年（平成11年） | 231              | [ 3 ]        |
| 2000年（平成12年） | 222              | [ 4 ]        |
| 2001年（平成13年） | 212              | [ 4 ]        |
| 2002年（平成14年） | 206              | [ 5 ]        |
| 2003年（平成15年） | 205              | [ 6 ]        |
| 2004年（平成16年） | 217              | [ 7 ]        |
| 2005年（平成17年） | 207              | [ 8 ]        |
| 2006年（平成18年） | 184              | [ 9 ]        |
| 2007年（平成19年） | 182              | [ 10 ]       |
| 2008年（平成20年） | 180              | [ 11 ]       |
| 2009年（平成21年） | 173              | [ 12 ]       |
| 2010年（平成22年） | 155              | [ 13 ]       |
| 2011年（平成23年） | 170              | [ 14 ]       |
| 2012年（平成24年） | 175              | [ 15 ]       |
| 2013年（平成25年） | 178              | [ 16 ]       |
| 2014年（平成26年） | 189              | [ 17 ]       |
| 2015年（平成27年） | 200              | [ 18 ]       |
| 2016年（平成28年） | 208              | [ 19 ]       |
| 2017年（平成29年） | 206              | [ 20 ]       |
| 2018年（平成30年） | 229              | [ 21 ]       |

## 車站周邊
車站位於小田原市區內，較多住宅。此站與小田原站只有400米距離，因此於月台一端可望見小田原站內。

### 巴士路線
最近此站的巴士站是「廣小路」，設有富士急湘南巴士、箱根登山巴士、伊豆箱根鐵道巴士路線停靠。

## 相鄰車站
伊豆箱根鐵道
■大雄山線
小田原（ID01）－綠町（ID02）－井細田（ID03）

## 注腳
1. ↑  小田原市統計書 （页面存档备份，存于）（日語）
2. ↑  神奈川縣縣勢要覧（平成12年度）227頁
3. ↑  神奈川縣縣勢要覧（平成13年度）229頁PDF（日語）
4. 1 2  神奈川縣縣勢要覧（平成14年度）227頁PDF（日語）
5. ↑  神奈川縣縣勢要覧（平成15年度）PDF（日語）
6. ↑  神奈川縣縣勢要覧（平成16年度）229頁PDF（日語）
7. ↑  神奈川縣縣勢要覧（平成17年度）PDF（日語）
8. ↑  神奈川縣縣勢要覧（平成18年度）231頁PDF（日語）
9. ↑  神奈川縣縣勢要覧（平成19年度）PDF（日語）
10. ↑  神奈川縣縣勢要覧（平成20年度）245頁PDF（日語）
11. ↑  神奈川縣縣勢要覧（平成21年度）PDF（日語）
12. ↑  神奈川縣縣勢要覧（平成22年度）PDF（日語）
13. ↑  神奈川縣縣勢要覧（平成23年度）PDF（日語）
14. ↑  神奈川縣縣勢要覧（平成24年度）PDF（日語）
15. ↑  神奈川縣縣勢要覧（平成25年度）PDF（日語）
16. ↑  神奈川縣縣勢要覧（平成26年度）PDF（日語）
17. ↑  神奈川縣縣勢要覧（平成27年度）PDF（日語）
18. ↑  神奈川縣縣勢要覧（平成28年度）PDF（日語）
19. ↑  神奈川縣縣勢要覧（平成29年度）PDF（日語）
20. ↑  神奈川縣縣勢要覧（平成30年度）PDF（日語）
21. ↑  神奈川縣縣勢要覧（令和元年度）PDF（日語）

## 外部連結
- 伊豆箱根鐵道　綠町站 （页面存档备份，存于）（日語）